# Schweizer Meisterschaften im Skilanglauf 1974
Die Schweizer Meisterschaften im Skilanglauf 1974 fanden vom 26. Januar 1974 bis zum 3. Februar 1974 in Obergoms und in Ulrichen statt. Ausgetragen wurden bei den Männern die Distanzen 15 km, 30 km und 50 km, und die 4 × 10 km Staffel. Bei den Frauen fand ein Rennen über 10 km und die 3 × 5 km Staffel statt. Die erfolgreichsten Skilangläufer waren der Einsiedelner Alfred Kälin, der über 30 km und 50 km gewann und der Obergomser Edi Hauser, der über 15 km, sowie mit der Staffel von SC Obergoms gewann. Bei den Frauen wurde Rosmarie Kurz Meisterin im Rennen über 10 km und in der Staffel des Zürcher Skiverbandes.

## Männer

### 15 km
| Platz | Name              | Verein            | Zeit (min) |
| ----- | ----------------- | ----------------- | ---------- |
| 01    | Edi Hauser        | SC Obergoms       | 44:54,33   |
| 02    | Albert Giger      | Alpina St. Moritz | 45:20,63   |
| 03    | Werner Geeser     | Arosa             | 45:24,50   |
| 04    | Alfred Kälin      | SC Einsiedeln     | 45:33,51   |
| 05    | Hans-Ueli Kreuzer | SC Obergoms       | 46:08,22   |
| 06    | Heinz Gähler      | SC Herisau        | 46:38,34   |
| 07    | Christian Pfreuti | Sangernboden      | 46:39,46   |
| 08    | Ulrich Wenger     | SC Obergoms       | 47:42,14   |
| 09    | Kurt Lötscher     | SC Marbach        | 47:48,85   |
| 10    | Alois Oberholzer  | SC Einsiedeln     | 48:11,32   |

Datum: Samstag, 26. Januar 1974 in Obergoms

Zum Auftakt dieser Meisterschaften gewann Edi Hauser mit 24 Sekunden Vorsprung auf Albert Giger und Werner Geeser. Der Vorjahressieger Alfred Kälin wurde Vierter.

### 30 km
| Platz | Name               | Verein            | Zeit (std) |
| ----- | ------------------ | ----------------- | ---------- |
| 01    | Alfred Kälin       | SC Einsiedeln     | 2:04:57,23 |
| 02    | Kurt Lötscher      | SC Marbach        | 2:10:06,39 |
| 03    | Heinz Gähler       | SC Herisau        | 2:10:28,23 |
| 04    | Franz Renggli      | Grenzwachtkorps   | 2:10:45,38 |
| 05    | Albert Giger       | Alpina St. Moritz | 2:12:49,13 |
| 06    | Christian Pfeuti   | Sangernboden      | 2:14:15,36 |
| 07    | Horst Himmelberger | Grenzwachtkorps   | 2:14:32,80 |
| 08    | Ulrich Wenger      | SC Obergoms       | 2:14:38,10 |
| 09    | Battista Albin     | Disentis          | 2:14:52,27 |
| 10    | Franz Bieri        | SC Marbach        | 2:15:05,93 |

Datum: Mittwoch, 30. Januar 1974 in Ulrichen

Alfred Kälin gewann mit fünf Minuten und Sekunden Vorsprung auf Kurt Lötscher und Heinz Gähler. Der Vorjahressieger Edi Hauser war wegen Krankheit nicht am Start.

### 50 km
| Platz | Name               | Verein          | Zeit (std) |
| ----- | ------------------ | --------------- | ---------- |
| 01    | Alfred Kälin       | SC Einsiedeln   | 3:06:29    |
| 02    | Werner Geeser      | Arosa           | 3:13:57    |
| 03    | Franz Renggli      | Grenzwachtkorps | 3:18:09    |
| 04    | Louis Jaggi        | Im Fang         | 3:18:40    |
| 05    | Ulrich Wenger      | SC Obergoms     | 3:21:09    |
| 06    | Hans Arnold        | Urnerboden      | 3:21:36    |
| 07    | Kurt Lötscher      | SC Marbach      | 3:23:07    |
| 08    | Giuseppe Dermon    | SC Disentis     | 3:24:10    |
| 09    | Gustav Broger      | SC Herisau      | 3:26:09    |
| 10    | Horst Himmelberger | Grenzwachtkorps | 3:26:20    |

Datum: Sonntag, 3. Februar 1974 in Ulrichen

Wie über 30 km gewann Alfred Kälin, in Abwesenheit von Edi Hauser, den Schweizer Meistertitel über 50 km.

### 4 × 10 km Staffel
| Platz | Namen                                                              | Verein          | Zeit (std) |
| ----- | ------------------------------------------------------------------ | --------------- | ---------- |
| 01    | Ulrich Wenger Konrad Hallenbarter Hans-Ueli Kreuzer Edi Hauser     | SC Obergoms     | 1:45:06    |
| 02    | Bruno Zumoberhaus Hermann Walther Horst Himmelberger Franz Renggli | Grenzwachtkorps | 1:47:23    |
| 03    | August Broger Hans Eugster Peter Schiesser Heinz Gähler            | SC Herisau      | 1:47:56    |
| 04    | Felix Ochsner Alois Oberholzer Alfred Kälin Paul Rief              | SC Einsiedeln   | 1:49:38    |
| 05    | Fritz Lötscher Josef Haas Franz Bieri Kurt Lötscher                | SC Marbach      | 1:49:48    |

Datum: Sonntag, 27. Januar 1974 in Obergoms

## Frauen

### 10 km
| Platz | Name                | Verein        | Zeit (min) |
| ----- | ------------------- | ------------- | ---------- |
| 01    | Rosmarie Kurz       | Winterthur    | 44:55,07   |
| 02    | Ruth Schwarz        | Altstetten    | 45:43,46   |
| 03    | Doris Petrig        | SC Einsiedeln | 45:48,83   |
| 04    | Vreni Schafelberger | Am Bachtel    | 45:58,40   |
| 05    | Christina Strupler  | Bern          | 46:44,24   |
| 06    | Kathrin Künzler     | SC Davos      | 46:59,18   |

Datum: Samstag, 26. Januar 1974 in Obergoms

Kurz gewann wie im Vorjahr das 10-km-Rennen und holte damit ihren zweiten Meistertitel.

### 3 × 5 km Staffel
| Platz | Namen                                           | Verein             | Zeit (std) |
| ----- | ----------------------------------------------- | ------------------ | ---------- |
| 01    | Ruth Schwarz Vreni Schaufelberger Rosmarie Kurz | Zürcher Skiverband | 1:19:24    |
| 02    | Kathrin Künzler Edith Spörri Ines de Quervain   | SC Davos           | 1:20:22    |
| 03    | Rita Felder Monika Schenker Berta Lötscher      | SC Marbach         | 1:23:21    |
| 04    | Heidi Plüss Rail Bedford Doris Petrig           | SC Einsiedeln      | 1:23:34    |

Datum: Sonntag, 27. Januar 1974 in Obergoms